# Centro Atlántico de Arte Moderno
Il Centro Atlántico de Arte Moderno (noto anche come CAAM) è un museo dedicato all'arte contemporanea che si trova nel quartiere di Vegueta nella città di Las Palmas de Gran Canaria.
Produce esposizioni, ospita mostre itineranti e dispone di un Laboratorio e Osservatorio di ricerca che organizza seminari e simposi sull'arte contemporanea.

## Storia
Nel 1974 viene deliberata la creazione di un Museo di Arte Contemporanea al posto della vecchia sede del Banco de España. 
Si raccoglieva così un desiderio che era stato degli artisti della cosiddetta Generazione del '27 che, guidati dal carisma di Eduardo Westerdahl, uniti dal progetto editoriale della Gaceta de Arte si proponevano la conquista della modernità nell'arcipelago canario.
Per circa 10 anni i lavori rimasero bloccati.
Nel 1984 si riprende il discorso con una serie di dibattiti che sono una vera e propria dichiarazione di intenti e si decide che il museo sarà lo strumento di rilancio dell'intero quartiere di Vegueta utilizzando non solo lo spazio assegnato, ma anche una serie di altri edifici non adiacenti che avrebbero ospitato laboratori e seminari.
Si unirono così alla sede di Calle Los Balcones 11 anche la sede del numero 9 e San Antonio Abad, spazio non distante dall'edificio centrale, sempre nel quartiere di Vegueta, dedicato all'arte emergente canaria.
La facciata degli edifici di Los Balcones, per volere del governo della città, doveva rimanere intatta, ma per gli spazi interni venne indetto un concorso con le cattedre di architettura di Madrid, Barcellona e Las Palmas. 
Punto chiave sarebbero stati, oltre agli spazi espositivi, i depositi per le opere e le zone di studio per tesisti e studiosi che volessero occuparsi della collezione.
Vinse il concorso l'architetto spagnolo Francisco J. Sáenz de Oiza. Il suo progetto conserva le facciate originali dei due edifici preesistenti: quella che si trova al numero 11 di stile neoclassico e probabilmente opera di Manuel de León y Falcón e quella del numero 9 che presenta tratti geometrici.
Al momento di stabilire l'orientamento della collezione si decise di tenere come punto di partenza El Paso, gruppo artistico che storicamente aveva avuto una grande importanza per le Canarie.
A metà degli anni '80 iniziò l'acquisizione di opere e il tema della tricontinentalità divenne immediatamente fondamentale nell'identità del centro.
Gli artisti canari e l'arte locale non potevano prescindere da elementi europei, africani e americani, poiché la cultura locale è il prodotto di questa relazione e miscellanea.
Nel 1986 iniziarono i lavori e nel settembre 1989 ci fu l'inaugurazione con "El surrealismo entre viejo y nuevo mundo", una mostra che ripercorreva la diaspora degli artisti surrealisti verso gli Stati Uniti.
Le altre esposizioni d'esordio sono state "Nestor en las Hesperides" sul simbolismo in Europa e "Africa Hoy".
Carmelo Artiles Bolaños fu il primo presidente.
Francisco Ramos Camejo fu vicepresidente.
Martin Chirino, artista, fu direttore.
Nel 1990 inizia ad editarsi la rivista Atlantica Revista de Arte y Pensamiento, pubblicazione dipendente dal CAAM, ma con una vocazione generale avanguardista e internazionale.
Il museo possiede una collezione permanente di circa 2.500 opere, la maggior parte delle quali proviene dall'America, dall'Africa e dall'Europa.